# Plug In Baby
Plug In Baby är en låt av det engelska rockbandet Muse. Låten släpptes som den första singeln från albumet Origin of Symmetry 2001. Total Guitar's läsare röstade år 2004 fram öppningsriffet till låten som det 13:e bästa genom alla tider. Plug In Baby är också en av låtarna i spelet Guitar Hero 5, där man kan "vara" frontmannen Matthew Bellamy i bandet.

## Live
"Plug in baby" medverkar i två av Muse's Live DvDer Hullabaloo Soundtrack (2002) och HAARP (2008). Sångaren och gitarristen i bandet Matthew Bellamy är känd för sitt sätt att röra på sig i denna låten, som när han slänger med gitarren runt om sig medan han springer och hoppar runt på scen, spelar bakom ryggen och kör en "slide" vid riffets början.
"Plug in baby" har spelats nästan regelbundet sedan 2000–2001 perioden.